# Victorin Lurel
Victorin Lurel (ur. 20 sierpnia 1951 w Vieux-Habitants) – francuski polityk związany z Gwadelupą, parlamentarzysta i samorządowiec, od 2004 do 2012 i od 2014 do 2015 przewodniczący rady regionalnej (prezydent) Gwadelupy, od 2012 do 2014 minister.

## Życiorys
Urodził się w niezamożnej rodzinie wielodzietnej, jego rodzice pracowali w rolnictwie. Po ukończeniu nauki w szkole średniej wyjechał na studia do Paryża. Kształcił się w zakresie ekonomii na Université Paris II, następnie na studiach podyplomowych w Instytucie Nauk Politycznych. W 1981 rozpoczął pracę w administracji jako dyrektor gwadelupskiej izby rolniczej.
W 1989 objął pierwszą funkcję w administracji lokalnej, kiedy to został radnym w swojej rodzinnej miejscowości, pełnił ją przez dwanaście lat. Od 2001 do 2005 był burmistrzem Vieux-Habitants. W latach 1994–2002 zasiadał w radzie generalnej Gwadelupy (od 1998 jako jej wiceprzewodniczący). W 1992 po raz pierwszy był radnym regionalnym. Ponownie został nim był nim w okresie 1998–2002.
Zaangażował się w działalność Partii Socjalistycznej, stając się jednym z jej regionalnych liderów. Pełnił funkcję krajowego sekretarza ds. terytoriów zamorskich, jednak zrezygnował w 2005, krytykując działalność władz ugrupowania, którym kierował wówczas François Hollande. W wyborach parlamentarnych w 2002 i w 2007 był wybierany do Zgromadzenia Narodowego XII i XIII kadencji. W 2010 weszła także w skład rady regionalnej Midi-Pyrénées. W 2004 został przewodniczącym rady regionalnej Gwadelupy (prezydentem), reelekcję uzyskał w 2010, pełniąc tę funkcję do 2012.
16 maja 2012 objął urząd ministra ds. terytoriów zamorskich w rządzie, którego premierem został Jean-Marc Ayrault. Utrzymał już w pierwszej turze mandat poselski w wyborach przeprowadzonych w kolejnym miesiącu. Po dokonanej 21 czerwca 2012 rekonstrukcji gabinetu pozostał na tożsamym stanowisku. Zakończył urzędowanie w 2014, po czym powrócił na urząd prezydenta Gwadelupy, nie uzyskując reelekcji w 2015. Pozostał radnym Gwadelupy, uzyskując mandat radnego także w 2021.
W 2017 został wybrany w skład francuskiego Senatu (reelekcja w 2023).